# 溫翰文
溫翰文 (Raymond Wan)，香港音樂人，畢業於昆士兰大学，及香港中文大學音樂文學碩士，大學時期主修鋼琴，2011與謝芊彤組成樂隊April2於台灣春浪音樂節春浪音樂創作大賞取得冠軍，其後二人發行樂隊EP《倔強》。溫翰文近年主要為香港流行歌手作曲編曲，亦從事錄音、演唱會樂手及影視配樂工作，代表作包括薛凱琪《十年後的我》、陳柏宇《閱後即焚》、呂爵安《E先生連環不幸事件》。現擔任伯樂音樂學院音樂製作及科技系導師。

## 參與作品
- 艾　粒 - 柚子（編、結他）
- 周柏豪 - 拿愛情給我（曲）
- 許志安 - 牛仔（曲）
- 澳門《天狐變》音樂劇（編）
- 湯駿業 - 草食男女（編）
- 迪　子 - 流浪記（編）
- 張智霖 - 不請自愛（編）
- 周柏豪 - 簡約（曲）
- 劉浩龍 - 說明書（曲、編）
- 陳柏宇 - Jeep（曲）
- 胡　夏 - 普羅米修詩（曲、編）
- 薛凱琪 - 十年後的我（曲）
- 江若琳 - 思念做宵夜（編）
- 艾　粒 - 寶寶很苦（編）
- 陳柏宇 - 閱後即焚 （曲、編）
- Hotcha - Are You Still My Best Friend（和音）
- 小塵埃 - 哪兒（琴）
- 小塵埃 - 如果一打（琴）
- 林奕匡 - 生之頌（和音）
- 林奕匡 - Hold Me Tight（和音）
- 包仲欣 - What You Want（編、監）
- 李明憲、包仲欣 - 別碰（曲、編、監）
- 莫家淦 - 無可替代 （曲、編）
- 湯駿業 - 檸檬的鹼性 （曲、編）
- 湯駿業 - 孤兒體質（和音）
- 陳柏宇 - 對人歡笑 （曲、編）
- 陳柏宇 - 愛他怕他 （和音）
- 徐天佑 - 不只你一個（編）
- 林奕匡 - 買不到的快樂 （曲、編）
- 陳柏宇 - 金草莓（和音、弦樂）
- 陳柏宇 - 七折 （結他）
- 姜嘉欣 - 距離感（曲、編、監）
- 殷巧兒 - 不愛笑的人（編）
- 陳卓賢 - 二期大樓 （曲、編）
- 黃　妍 - 女生才懂的歌（編）
- 姜　濤 - 亞特蘭提斯 （曲、編）
- 姜　濤 - 一天多一點 （和音）
- 許廷鏗 - 恨（曲）
- 向　洋 - 晚風剛好（曲、編）
- 衛　蘭 - 帶走你的垃圾（曲、編）
- 衛　蘭 - 低級趣味（曲、編）
- 盧瀚霆 - 神隊友（曲、編）
- 姜　濤 - It's For You（曲、編）
- MIRROR - All In One（和音）
- 李泊文 - 最佳讀者（編）
- 呂爵安 - E先生 連環不幸事件（曲、編、監）
- 呂爵安、盧瀚霆 - 突如其來的心跳感覺（曲、編、監）
- 姜　濤、盧瀚霆 - 愛不作聲（曲、編、監）
- 黃　妍 - 無聲浪（曲、編）
- 鄧巧兒 - 小主角（編、監）
- 張進翹 - 尋愛（編）
- 鄧思朗 - 你為何還未睡（曲、編）
- CY陳宗澤 - 滴滴金（和音）
- MC張天賦 - 乾（曲、編）
- MIRROR - 獅子山下（和音）
- 陳柏宇 - 有我（曲、編）
- 陳柏宇 - 有天（曲、編、監）
- 鄧巧兒 - 淪落（編、監）
- Adrian T. - 宇宙之約（編、監）
- 應智越 - 週末很忙（和音）
- 陳柏宇 - 有天 (From THE FIRST TAKE)（曲、編）
- 雷同二友 - 路仍長（編）
- 黃　妍 - 哀傷的作者（和音）
- 彭　晉 - 貧窮限制對象（曲）
- 林奕匡 - 獻醜（監）
- 蘇麗珊 - 逃避雖可恥但有用 （監）
- 陳卓賢 - 生若冰火（曲、編）
- Nancy Kwai - Never mind（曲）
- 黎展峯 - 不眠來電（和音）
- 冼凱忻 - 時光車票（編、監）
- 陳柏宇 - 中二寄生魂（曲、編、監）
- 雷同二友 - 說走就走（編、監）
- MC張天賦 - 七點半鐘的陽光（和音）
- 洪嘉豪 - 衰仔樂園（曲、編）
- 林欣彤 - 告訴我（曲）
- 洪嘉豪 - 預言家（曲、編）
- 呂爵安 - 油麻地莎士比亞（曲、編、監）
- 魏浚笙 - 傢俬（和音）
- 陳柏宇 Feat. Yellow! - 唞（編、監）
- 鄧思朗 - 你為何還未睡（曲、編）
- ROVER - 男孩子不要流淚（編、監）
- ROVER - 陪我一路漫遊（編、監）
- ROVER - 記錄抹煞（編、監）
- 吳業坤 - 遠花火（曲、編）
- 林峯 - 我又戀愛了（和音）
- 陳柏宇 - 關於後悔（和音）
- 黃　妍、力　臻、Michael C - 難道要問感情語錄（曲、編、監）
- MIRROR - 手印（和音）
- 陳卓賢、姜濤 - 抱抱大熊貓（和音）
- 陳柏宇 - 漂流木（曲、編）
- 柳應廷、陳柏宇 - 漂流木（曲、編）
- ROVER - 流浪者詩歌（編、監）
- YUTA - 黎明教會我的事（和音）
- 陳柏宇 - 我所看見的未來（和音）
- 范梓謙 - 告別式（和音）

## 演出
- San Francisco Noise Pop Festival 2018 - SoundTube
- Suppermoment X 雷同二友 School Tour 2018 大學巡演
- Soundtube X Wow & Flutter - live @ home
- 關楚耀 “FOCUS Live Concert”（香港站）
- Hotcha 十周年紀念演唱會
- 搶耳音樂節 - Ear Up Music Festival 2018 -SoundTube
- 風車草劇團 -《吃貨的人生音樂劇場》

- 陳小春“Stop Angry Live Concert” 世界巡迴演唱會 （成都站）
- 陳小春“Stop Angry Live Concert” 世界巡迴演唱會 （新加坡站）
- 陳小春“Stop Angry Live Concert” 世界巡迴演唱會 （大馬雲頂站）
- 陳小春“Stop Angry Live Concert” 世界巡迴演唱會 （泰州站）

- 側田 “My Beautiful Curse Live” 巡迴演唱會 （香港站）
- 迪子 “MUSIC X SHIBARI緊縛音樂會”
- 陳柏宇 “Not Alone Live”演唱會
- 關楚耀 “FOCUS Live Concert”（澳門站）
- 田蕊妮 “New Start Live Concert”演唱會
- 陳卓賢IAN Chan “Better Me”音樂會
- Sony Music易賞錢《賞聽。給我愛過的廣東歌音樂會》

- 陳小春“Stop Angry Live Concert” 世界巡迴演唱會 (天津站)
- 陳小春“Stop Angry Live Concert” 世界巡迴演唱會 (深圳站)

- 林奕匡 “Philromantic Live Concert” 演唱會

- 陳小春“Stop Angry Live Concert” 世界巡迴演唱會 （北京站）
- 陳小春“Stop Angry Live Concert” 世界巡迴演唱會 （武漢站）
- 陳小春“Stop Angry Live Concert” 世界巡迴演唱會 （台北站）
- 陳小春“Stop Angry Live Concert” 世界巡迴演唱會 （馬尼拉站）

- 側田 “My Beautiful Curse Live” 巡迴演唱會 （悉尼站）

- 陳小春“Stop Angry Live Concert” 世界巡迴演唱會 （重慶站）
- 陳小春“Stop Angry Live Concert” 世界巡迴演唱會 （澳門站）
- 陳小春“Stop Angry Live Concert” 世界巡迴演唱會 （上海站）

- 黃妍 - “Café Tour Live” 音樂會
- Unbox Live Series - Cath Wong黃妍
- KKBox Live X Phil Lam林奕匡
- 《WWF 地球一小時》線上音樂會
- 大館舞台 On Stage Oline《無限聚音樂會》

- KKBOX LIVE - 黃妍 X 葉巧琳
- JOOX Live Session: Paula 區子琳
- 《搶耳音樂 - GIGON 2021》線上音樂會
- 黃妍 -《天光前Live》線上音樂會
- MOOV LIVE - 林奕匡 X 黃妍
- 黃妍《我們的迴響》音樂會
- KKBOX LIVE -《夏日無損音樂祭》2021
- 《來日之音》：林奕匡 演唱會 2021

- 黃妍 “Dear You Dear Me” Concert
- 陳柏宇 - 快閃FlashMob Live Series
- MUSIC ROOM X Phil Lam - presented by Seiko Sports 5 線上音樂會
- JOOX Live Session: Misha 葉巧琳
- 《梅艷芳》X MOOV：A Night Of Anita
- 陳柏宇 “Fight For__Live in Hong Kong Coliseum” 2021演唱會
- 《Cath黃妍無睡意Love Live》線上音樂會
- The Hearth:《品嚐藝術the Making of ME》
- KKBOX校園大使畢業禮2022 - 陳柏宇 X 葉巧琳
- 852FES「Awaken Music 覺醒音樂節」
- 『Music Palate』自由空間 X 私家音樂：張進翹 Mansonvibes
- Micheal C X 區子琳：Duo Live
- 應智越 - “My Little Cat Concert 2022”
- Chanel X Peninsula Christmas Light Party 2022 - MC張天賦

- 湯駿業Ahdee私聊故事音樂會2022｜"The White Star"
- 《谷live》: Micheal C X 區子琳
- 黃妍 -《心的全部》新碟發佈會
- 黃妍 - 《十室的時差》：Ten Chambers of Solitude
- MC張天賦演唱會2023 |【THIS IS MC】Live Concert

- KEEN LYRISTIST QUEST 堅詞創作 - 黃妍
- Jay Fung Concert 2023|JAYPOP LIVE@COLOSEUM 馮允謙演唱會2023
- 留白live house X 湯駿業
- HKT西九音樂節 - 呂爵安@MIRROR X 陳卓賢@MIRROR
- HKT西九音樂節 - 盧瀚霆@MIRROR X 姜濤@MIRROR

- 一人傍晚藝術館MOVING LIVE - 陳柏宇
- 黃妍 - 《4891》新碟發佈會
- 周柏豪《奔赴》世界巡迴演唱會 （佛山站）
- 周柏豪《奔赴》世界巡迴演唱會 （南寧站）
- 姜濤Keung To 個人演唱會2023｜KEUNG TO "WAVES" IN MY SIGHT SOLO CONCERT 2023
- 周柏豪《奔赴》世界巡迴演唱會 （東莞站）
- 呂爵安EDAN LUI 個人演唱會2023｜EDAN LUI ”IN MY SIGHT OF E” SOLO CONCERT 2023
- 周柏豪《奔赴》世界巡迴演唱會 （江門站）
- MC張天賦演唱會2023 |【THIS IS MC】Live Concert（澳門站）

- 周柏豪《奔赴》世界巡迴演唱會 （澳門站）
- 周柏豪《奔赴》世界巡迴演唱會 （廣州站）
- 周柏豪《奔赴》世界巡迴演唱會 （深圳站）
- 《谷live》：Cath Wong 黃妍
- YouTube Music X K11 MUSEA | Jasmine Yen甄濟如
- RTHK 34th International Pop Poll Awards | 香港電台國際流行音樂大獎
- 周柏豪《奔赴》世界巡迴演唱會 （清遠站）
- 《Forever 19》發佈會 | Jasmine Yen甄濟如
- Mirror演唱會2024｜MIRROR "FEEL THE PASSION" Concert Tour 2024
- Edward Chan個人作品展｜Blueprint of Memories, by Edward Chan｜

- 周柏豪《奔赴》世界巡迴演唱會 （湖南長沙站）
- 洪嘉豪紅館演唱會2024｜洪嘉豪 "Kaho Live" 2024
- 周柏豪《奔赴》世界巡迴演唱會 （佛山站）
- 周柏豪《奔赴》世界巡迴演唱會 （肇慶站）
- 周柏豪《奔赴》世界巡迴演唱會 （上海站）
- 雷同二友《自游生物LIVE 2024》演唱會

- One Love Asia Festival 香港 2024｜(Keung To, Jeremy Lee, Anson Lo, Jer Lau @MIRROR)
- 周柏豪《奔赴》世界巡迴演唱會 （東莞站）
- 周柏豪《奔赴》世界巡迴演唱會 （廣州站）
- 江𤒹生演唱會2024｜《ANSON KONG “THE GAME OF LIFE” IN MY SIGHT SOLO CONCERT 2024 》
- 陳卓賢演唱會2024｜《IAN CHAN "TEARS" IN MY SIGHT SOLO CONCERT 2024》

- 張天賦 X 柳應廷演唱會2024｜KATCH OUR LIFE Jer x MC Concert 2024
- MC張天賦巡迴演唱會2024 |【THIS IS MC】Concert Tour（大馬雲頂站）
- Katch音樂娛樂平台呈獻：MATCHICAL LIVE 2024
- Jay Fung馮允謙紅館演唱會2024｜the SOUNDTRACK of my LIFE
- 洪嘉豪演唱會2024｜《Kaho Live 2024》(澳門站)
- KATCH OUR LIFE 陳蕾 x 洪嘉豪 x 魏浚笙 演唱會 2024
- 陳柏宇【Life is Live】巡迴演唱會 2025（江門站）
- 陳柏宇【Life is Live】巡迴演唱會 2025（香港站）
- 陳柏宇【Life is Live】巡迴演唱會 2025（佛山站）
- MIRROR演唱會2025丨禿鷹小組Jer、Ian、Stanley、Tiger《Wild and Gentle Live》 2025
- 洪嘉豪｜SJM 漫天星音樂會 2025
- Jay Fung馮允謙紅館演唱會2025｜the SOUNDTRACK of my LIFE (澳門站)
- 陳柏宇【Life is Live】巡迴演唱會 2025（佛山站）
- 洪嘉豪演唱會2025｜《Kaho Live 2025》(佛山站)
- The Next Wave 沙灘音樂節2025 - 洪嘉豪

## 獎項
- 第九屆澳廣視至愛新聽力 最佳編曲（澳門）
- 2011 台灣春浪音樂節創作大賞 冠軍
- 2015 新城勁爆專輯《escape》 — 陳柏宇
- 2016 粵語歌曲排行榜頒奬典禮 最受歡迎歌曲獎 《十年後的我》
- 2021 KKBox 年度單曲榜(粵語)冠軍《E先生 連環不幸事件》
- 2021 KKBox 年度單曲榜(華語)冠軍《愛不作聲》
- 2021 KKBox 年度單曲榜(粵語)第九位《神隊友》
- 2021《2021年度JOOX Top聽推介全年榜》本地歌曲第一位《E先生 連環不幸事件》
- 2021《2021年度JOOX Top聽推介全年榜》OST 第二位《突如其來的心跳感覺》
- 2021 《香港金曲奬2021/2022》金曲奬第四位《E先生 連環不幸事件》
- 2021《CASH金帆音樂奬2021/2022》最廣泛演出金帆奬「數碼歌曲」《E先生 連環不幸事件》
- 2022 Yahoo! 搜尋人氣大獎2022 - 十大人氣歌曲《有我》
- 2022 新城勁爆頒獎禮2022 - 勁爆歌曲《有我》
- 2023 TONE MUSIC AWARDS 2023 未來音樂選 最佳年度單曲 《路仍長》
- 2024 叱咤樂壇流行榜頒獎典禮2023｜至尊唱片大獎 — 陳柏宇《in Rhythm》
- 2024 新城勁爆頒獎禮2024 - 十大勁爆歌曲《中二寄生魂》